# Premis YoGa 1991
Els 2n Premis YoGa foren concedits al "pitjoret" de la producció cinematogràfica de 1990 per Catacric el 5 de febrer de 1991 "a Barcelona" per un jurat anònim.

## Guardonats
| Secció              | Premi                     | Nom                                                         | Guanyador                                                            |
| ------------------- | ------------------------- | ----------------------------------------------------------- | -------------------------------------------------------------------- |
| Cinema estranger    | Pitjor pel·lícula         | "Concha, ¡qué asco!"                                        | Les Tortugues Ninja                                                  |
| Cinema estranger    | Pitjor director           | "Henry, June, Anaïs y otras chicas de París"                | Philip Kaufman                                                       |
| Cinema estranger    | Pitjor actor              | "El rostro im-pene-trable"                                  | Patrick Swayze                                                       |
| Cinema estranger    | Pitjor actriu             | "Pónmelo, pónmelo"                                          | Julia Roberts                                                        |
| Cinema estranger    | Pitjor institució         | "Con los ojos vendados"                                     | L'Acadèmia de Hollywood, per les cinc nominacions de Ghost als Oscar |
| Cinema espanyol     | Pitjor pel·lícula         | "Vete al más allá (y cuéntanos cómo te ha ido)"             | Cena de asesinos                                                     |
| Cinema espanyol     | Pitjor direcció           | "Busca tu refugio"                                          | Carlos Benpar, per La veritat oculta                                 |
| Cinema espanyol     | Pitjor actor              | "Lulú, c'est moi"                                           | Óscar Ladoire                                                        |
| Cinema espanyol     | Pitjor actriu             | "Yo era ob-esa"                                             | Isabel Pantoja                                                       |
| Cinema espanyol     | Pitjor opera prima        | "Mujeres al borde de un ataque de premios"                  | Boom boom                                                            |
| Cinema espanyol     | Pitjor productor          | "Yo soy Cifesa"                                             | Víctor Manuel                                                        |
| Cinema espanyol     | Peor guion                | "Página en blanco"                                          | Joaquín Oristrell, per Lo más natural                                |
| Cinema espanyol     | Pitjors efectes especials | "Dos orejas y rabo"                                         | Rateta, rateta                                                       |
| Cinema espanyol     | Pitjor doblatge           | "Esta voz es una coz"                                       | Moncho Borrajo                                                       |
| Cinema espanyol     | Pitjor distribuïdora      | "De Madrid al limbo"                                        | UIP                                                                  |
| Cinema espanyol     | Pitjor exhibidor          | "Aquí huele a muerto"                                       | Cine Vergara de Barcelona                                            |
| Especials           | Pitjor trajectòria        | "PSUquet de peix"                                           | Pere Portabella, per Pont de Varsòvia                                |
| Especials           | Indústria (ex aequo)      | "Mira quién habla"                                          | Antoni Llorens                                                       |
| Especials           | Indústria (ex aequo)      | "Cómo ser productor y no morir en el descuento (de letras)" | Andrés Vicente Gómez                                                 |
| Uno de los nuestros | Uno de los nuestros       | "Cambia el polvo por el brillo"                             | Carlos Pumares                                                       |